# Kataplana germanica
Kataplana germanica är en plattmaskart som beskrevs av Ax 1951. Kataplana germanica ingår i släktet Kataplana och familjen Otoplanidae. Inga underarter finns listade i Catalogue of Life.